# Lucrécia Paco

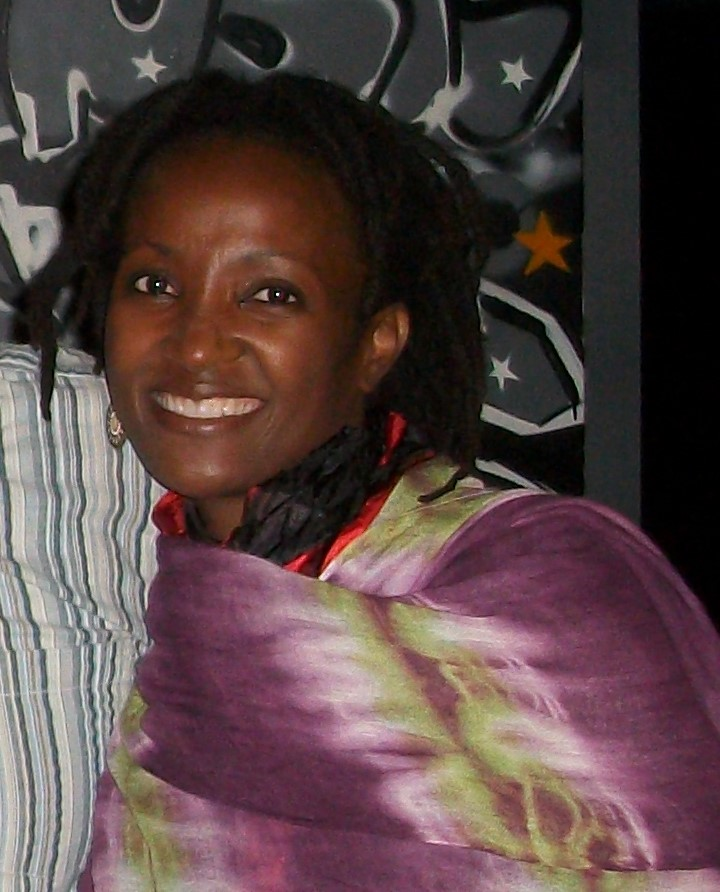
Lucrécia Paco 2011 in Übelbach

Lucrécia Ester Paco (* 19. Oktober 1969 in Lourenço Marques, Portugiesisch-Ostafrika) ist eine mosambikanische Schauspielerin.

## Leben

### Jugend
Lucrécia Paco wurde am 19. Oktober 1969 in Lourenço Marques, der Hauptstadt der portugiesischen Kolonie Mosambik, geboren. Sie wuchs im Stadtviertel am Flughafen (Bairro Aeroporto) in einer Großfamilie mit vier Geschwistern und fünf Halbgeschwistern auf. Bereits früh soll sie sich für Gesang und Tanz interessiert haben, wobei die Kolonialverwaltung die Ausübung lokaler Traditionen verboten hatte. Nach der Unabhängigkeit Mosambiks bzw. während des Bürgerkriegs zwischen FRELIMO und RENAMO kamen kleine Theatergruppen auf, mit denen Paco erstmals öffentlich auftrat.

### Theaterkarriere
1984 nahm Paco an der Auswahl für das Theaterstück Tchova teil, wurde aufgenommen, und arbeitete daraufhin das erste Mal am Maputoer Theater Teatro Avenida. Dort lernte sie unter anderem die Schauspielerin und Regisseurin Manuela Soeiro kennen. Gemeinsam mit Soeiro sowie weiteren Freunden gründete Paco 1986/87 Theatergruppe Mutumbela Gogo, die erste professionelle Theatergruppe Mosambiks. Der Gruppe gelang mit dem Stück Nove Horas 1989 der Durchbruch. Mutumbela Gogo arbeitete unter anderem mit den Schriftstellern Mia Couto und Henning Mankell zusammen, Die Welt bezeichnete Paco gar als Mankells „Lieblingsschauspielerin“. Die Gruppe reiste durch ganz Mosambik und trat in zahlreichen Dörfern und Städten auf.
2010 trat Paco in der ersten mosambikanischen Telenovela Nineteens des staatlichen Senders TVM auf. Die Serie mit 38 Folgen wurde vom Mosambikaner Chico Amorim geschrieben.

### Internationale Engagements
Paco hat sich zu einer der bekanntesten Schauspielerin Mosambiks hochgearbeitet und tritt sowohl im Theater, in Kinofilmen als auch im Fernsehen auf. Auch auf internationaler Ebene hat sie an mehreren Koproduktionen teilgenommen, u. a. am Backa Teater in Göteborg (Schweden), am Schauspielhaus Graz, am Bonlieu Scène Nationale in Annecy (Frankreich), am Centre Dramatique de l’Océan Indien (Insel La Réunion).

### Privat
Paco ist verheiratet und hat drei Kinder.